# Mai 1978
Portal Geschichte | Portal Biografien | Aktuelle Ereignisse | Jahreskalender | Tagesartikel

◄ |
19. Jahrhundert |
20. Jahrhundert
| 21. Jahrhundert

◄ |
1940er |
1950er |
1960er |
1970er
| 1980er | 1990er | 2000er | ►

◄ |
1974 |
1975 |
1976 |
1977 |
1978
| 1979 | 1980 | 1981 | 1982 | ►

◄ |
Februar 1978 |
März 1978 |
April 1978 |
Mai 1978 |
Juni 1978 |
Juli 1978 |
August 1978 |
►
Dieser Artikel behandelt aktuelle Nachrichten und Ereignisse im Mai 1978.

## Tagesgeschehen

### Montag, 1. Mai 1978
- Washington, D.C./Vereinigte Staaten: Ermöglicht durch Gelder der Palästinensischen Befreiungsorganisation (PLO), eröffnet Hatim I. Hussaini eine Vertretung, die amerikanische Staatsbürger nach eigener Auskunft objektiv über Palästinenser informieren soll. Er betont, dass es sich nicht um eine Vertretung der PLO handle.[1]

### Mittwoch, 3. Mai 1978
- Paris/Frankreich: Der RSC Anderlecht gewinnt den Fußball-Europapokal der Pokalsieger durch einen 4:0-Finalsieg gegen den FK Austria Wien.[2]

### Donnerstag, 4. Mai 1978

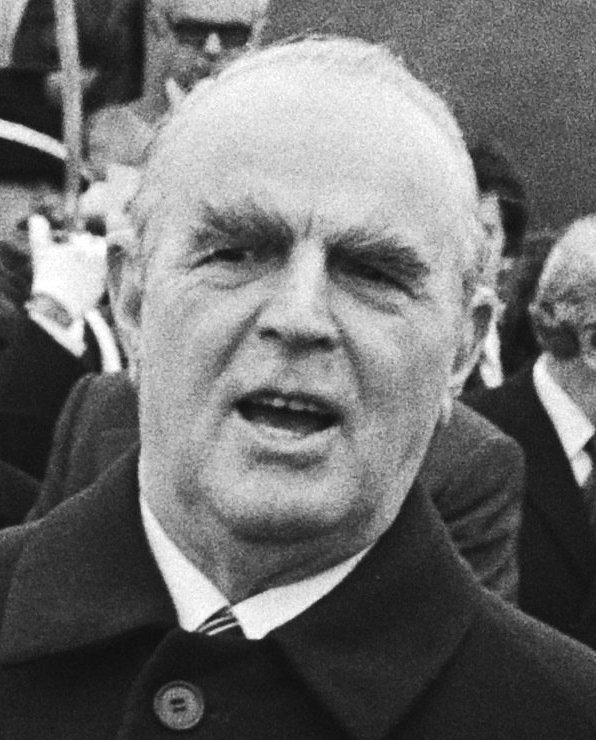
Konstantinos Karamanlis

- Bonn/Deutschland: Das De-facto-Staatsoberhaupt der Sowjetunion Leonid Breschnew lädt auf seinem zweiten Staatsbesuch in der Bundesrepublik (BRD) den Bundespräsidenten Walter Scheel zum Gegenbesuch in die sowjetische Hauptstadt ein, auch wenn dieser den führenden Politiker der Sowjetunion u. a. mit der Frage der Spätaussiedler konfrontierte und um mehr Integration von West-Berlin in die BRD ersuchte.[3][4]
- Aachen/Deutschland: Der Karlspreis wird an den griechischen Ministerpräsidenten Konstantinos Karamanlis übergeben für sein „Mühen“, sein Land in die Europäischen Gemeinschaften „einzugliedern“.[5]

### Samstag, 6. Mai 1978
- Innsbruck/Österreich: Die SpG Swarovski Wacker Innsbruck gewinnt das Rückspiel im Finale des ÖFB-Cups mit 2:1 gegen den SK Vöest Linz und wird, nachdem das Hinspiel remis endete, Österreichischer Fußballpokalsieger 1978.[6]
- München/Deutschland: Der Landesverband Bayern der freien und unabhängigen Wählergemeinschaften – in Kurzform Freie Wähler Bayern – gründet sich, um gemeinsame Ziele und Strategien zu bestimmen. Zur Landtagswahl am 15. Oktober sowie zur Bundestagswahl 1980 will der Verband jedoch nicht antreten.[7]

### Montag, 8. Mai 1978
- Khumbu/Nepal, Tibet/China: Im zweiten Versuch gelingt den Bergsteigern Reinhold Messner aus Italien und Peter Habeler aus Österreich die Erstbesteigung des Mount Everests, mit einer Höhe von 8848 m der höchste Berg der Welt, ohne Zufuhr von künstlichem Sauerstoff.[8]

### Dienstag, 9. Mai 1978
- Eindhoven/Niederlande: Der PSV Eindhoven gewinnt den Fußball-UEFA-Cup nach einem 3:0 im Final-Rückspiel gegen den SEC Bastia.[9]

### Mittwoch, 10. Mai 1978
- London/Vereinigtes Königreich: Der Liverpool FC gewinnt den Fußball-Europapokal der Landesmeister durch einen 1:0-Finalsieg gegen den Club Brugge.[10]

### Donnerstag, 11. Mai 1978
- Jugoslawien, Orly/Frankreich: Die französische Polizei verhaftet in Orly den gesuchten Terroristen Stefan Wisniewski, Mitglied der Roten Armee Fraktion (RAF), und an einem nicht näher bekannten Ort in Jugoslawien ergreifen die örtlichen Polizeikräfte die RAF-Mitglieder Peter-Jürgen Boock, Sieglinde Hofmann, Brigitte Mohnhaupt und Rolf Clemens Wagner. Die deutschen Behörden wollen Hofmann, Wagner und Wisniewski der Beteiligung am Mord des deutschen Arbeitgeberpräsidenten Hanns Martin Schleyer und Boock der Beteiligung am Mord des Bankiers Jürgen Ponto überführen. Mohnhaupt gilt als Wegbereiterin der Anschlagserie „Offensive 77“.[11]
- Shaba/Zaire: Über die Grenze zu Sambia marschieren rund 3.500 bewaffnete Kämpfer der Nationalen Befreiungsfront des Kongo (FNLC), welche aus Angola stammt, in den Süden des Landes ein. Bereits 1977 versuchte die FNLC, die Macht in Zaire zu übernehmen.[12]

### Sonntag, 14. Mai 1978
- Prag/Tschechoslowakei: Die Sowjetunion wird Eishockey-Weltmeister durch einen 3:1-Sieg gegen die Mannschaft des Gastgebers.[13]

### Donnerstag, 18. Mai 1978
- Athen/Griechenland: Auf der 80. Versammlung des Internationalen Olympischen Komitees werden die Ausrichter der Olympischen Sommer- und Winterspiele 1984 bestimmt. Die Sommerspiele werden an den einzigen Kandidaten Los Angeles, Vereinigte Staaten, vergeben. Die Winterspiele erhält Sarajevo, Jugoslawien, das sich gegen Sapporo in Japan und Göteborg in Schweden durchsetzt.[14]
- Weltweit: Am ersten Internationalen Museumstag können heute rund um die Welt Museen ohne Eintrittsgeld besucht werden. Die Aktion geht auf eine Idee des Internationalen Museumsrats zurück.[15]

### Donnerstag, 25. Mai 1978
- Boston/Vereinigte Staaten: Der Stanley Cup der nordamerikanischen Eishockey-Profiliga NHL geht im dritten Jahr in Folge an die Canadiens de Montréal, die das sechste und entscheidende Spiel der Finalserie gegen die Boston Bruins mit 4:1 für sich entscheiden.[16]

### Freitag, 26. Mai 1978
- Dresden/Deutschland: Die SG Dynamo Dresden wird Meister der Fußball-Oberliga der DDR 1978 wegen eines nicht mehr einholbaren besseren Torverhältnisses gegenüber dem 1. FC Magdeburg.[17]

### Sonntag, 28. Mai 1978
- Bern/Schweiz: Die Einführung der Sommerzeit in der Schweiz und damit wahrscheinlich auch in Liechtenstein wird von den Stimmberechtigten in einer Volksabstimmung mit 49 % der Stimmen zu circa 48 % abgelehnt. Ebenfalls abgelehnt werden Bundesgesetze zur Liberalisierung der Regeln für Schwangerschaftsabbrüche und zur reformierten Finanzierung von Hochschulen und Forschungsstätten.[18][19]
- Frankfurt am Main/Deutschland: Nachdem vor neun Jahren mit dem Bau einer S-Bahn für das Rhein-Main-Gebiet begonnen wurde, wird heute der S-Bahn-Tunnel vom Hauptbahnhof zum Bahnhof Hauptwache feierlich eröffnet. In den nächsten Tagen soll der Betrieb der S-Bahn-Linien S1 bis S5 starten.[20]
- Mailand/Italien: Der Belgier Johan De Muynck gewinnt die 61. Ausgabe des Rad-Etappenrennens Giro d’Italia. Zum siebten Mal in elf Jahren kommt damit der Gesamtsieger des Giros aus Belgien, für de Muynck ist es der erste Titel bei einer großen Rundfahrt.[21]
- Zürich/Schweiz: Mit einem 4:2-Sieg gegen den Titelverteidiger FC Basel wird der Grasshopper Club Zürich erstmals seit sieben Jahren Schweizer Fussballmeister.[22]

### Dienstag, 30. Mai 1978
- Buenos Aires/Argentinien: Auf dem 41. Kongress des Weltfußballverbands FIFA wird der seit vier Jahren amtierende Präsident der Organisation João Havelange aus Brasilien für weitere vier Jahre gewählt.[23]
- Cannes/Frankreich: Der Film Der Holzschuhbaum des italienischen Regisseurs Ermanno Olmi wird bei den 31. Internationalen Filmfestspielen mit der Palme d’or ausgezeichnet.[24]

## Weblinks

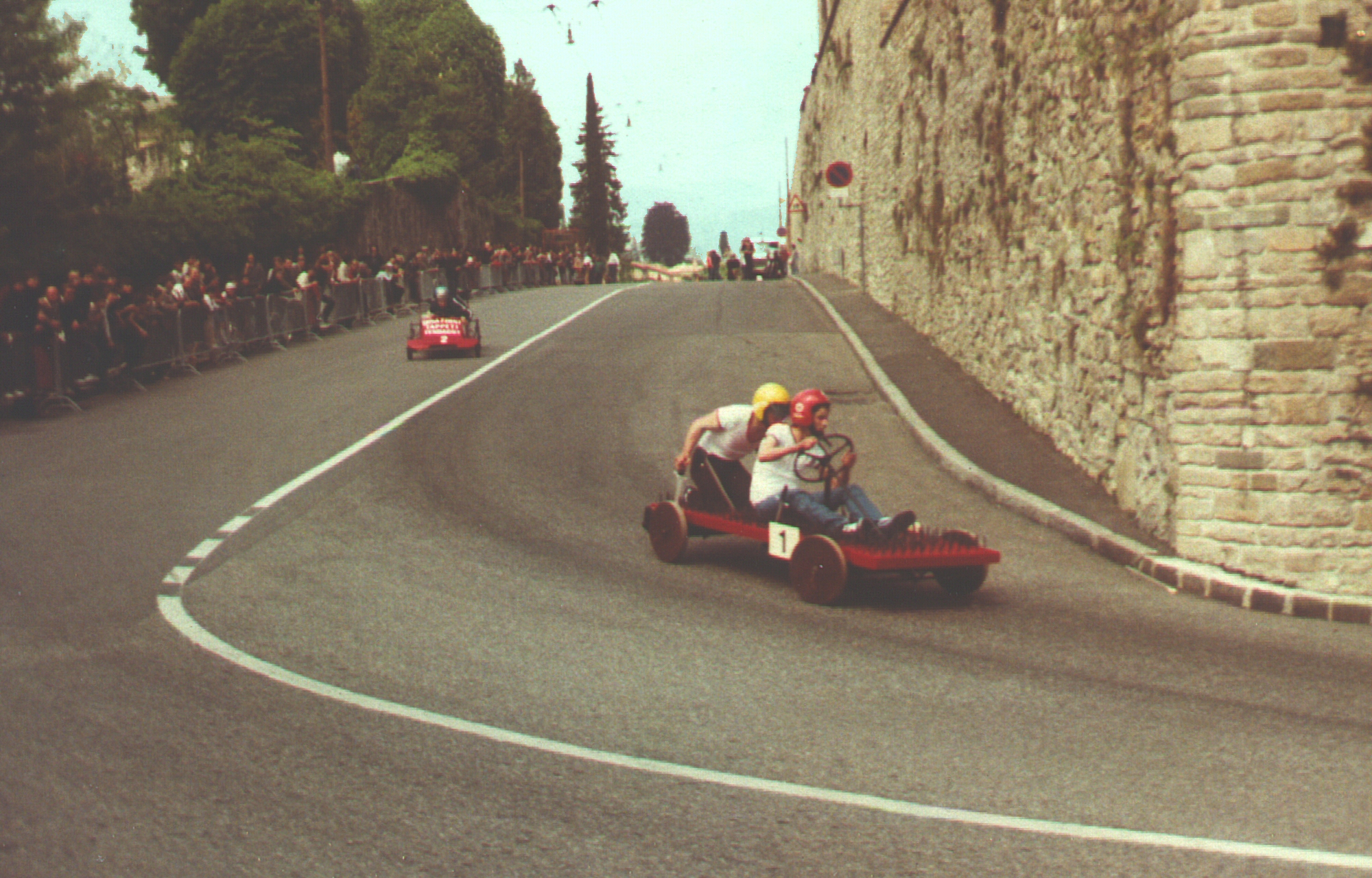
Italien im Mai 1978